# Fabiana Anastácio
Fabiana Anastácio Nascimento (n. 23 februarie 1975, Santo André, São Paulo, Brazilia – d. 4 iunie 2020, São Paulo, São Paulo, Brazilia) a fost o cântăreață de muzică creștină contemporană.

## Biografie
Fabiana s-a născut în Santo André, São Paulo. A cântat melodii penticostale și a fost inspirată de Shirley Carvalhaes și Ozéias de Paula. Un video în care cântă „Fiel un Mim” de Eyshila într-o biserică a devenit viral. Datorită succesului, a lansat primul ei album în 2012.
În cariera de șapte ani, a produs mai multe hituri, precum „O Grande Eu Sou”, „Deixa Comigo”, „Sou Eu” și „Adorarei”.
Anastácio a murit pe 4 iunie 2020, în São Paulo, la vârsta de 45 de ani, din cauza COVID-19, în timpul pandemiei de COVID-19 în Brazilia.

## Discografie
- 2012: Adorador 1
- 2015: Adorador 2 - Além da Canção
- 2017: Adorador 3 - Além das Circunstâncias
- 2020: Deus É Contigo